# 大森民間機空中衝突墜落事故
大森民間機空中衝突墜落事故（おおもり みんかんき くうちゅうしょうとつ ついらくじこ）とは、1938年（昭和13年）に日本で初めて発生した民間航空機同士による空中衝突による航空事故である。
市街地に墜落し航空機の乗員全員が即死したほか、機体の爆発に巻き込まれ多くの住民も犠牲になった。

## 事故の概要

### 空中衝突
1938年（昭和13年）8月24日に羽田飛行場（現:東京国際空港）から訓練飛行に向かうため日本飛行学校の教官の藤田敏雄(23)と学生の伊藤文三(19)が搭乗したアンリオ HD.14 EP-2型・複葉機（ Hanriot HD.14（英語版） ）（三菱重工業によるライセンス生産、搭乗員2名、機体記号 J-BIDH ）が午前8時50分ころに離陸、その後に続いて日本航空輸送の教官の田中 春男(29)、「恵通公司」より教育委託された航空学生の酒井正(21)、青木亮策(25) が搭乗したフォッカー スーパーユニバーサル旅客機（中島飛行機がライセンス生産、搭乗員3名、乗客なし、機体記号 J-BJDO ）が離陸したが、訓練飛行中だった午前8時55分に東京市大森区森ケ崎町上空150mで、スーパーユニバーサル機の右側面に対して HD.14 EP-2型機が双方でほぼ直角になる角度で衝突した。そのため双方とも主翼が外れるなど空中分解し墜落した。
アンリオ機は 東京市大森区森ケ崎町5782番地（現:大田区大森南五丁目、森ヶ崎水処理センター付近）にあった芸妓の置屋（「宮本ハツ」経営）「四曼」（しまん）の玄関と風呂場を破壊し空き地に墜落し、搭乗員2名は即死した。一方のスーパーユニバーサル機は同大森区大森9丁目4561番地（現:大田区大森南三丁目、第四小学校バス停付近）にあった、「山本人次郎」経営の「山本ラッシュ製作所」（ねじ工場）の庭先に墜落した。

### 類焼
双方の機体は訓練ということで通常の測量観察などの雑務飛行、及び定期旅客輸送飛行に比べれば少ない燃料搭載量ではあったが、離陸後数分で衝突したため、航空ガソリンの量は決して僅少とはいえず、この事実がスーパーユニバーサル側の墜落場所での悲劇につながった。
- アンリオ機が墜落した置屋(芸者や遊女を派遣する為の共同住居)「四曼」（しまん）では巻き添えで芸妓2名が下敷きになり、後に死亡した。
- 一方、比較的大型の スーパーユニバーサル機が墜落した「山本ラッシュ製作所」側では、職工と、隣接する「山沢機械工場」の職工20人など百数十人が救出にやって来た[3]が、運悪くガソリンの揮発性が極めて高い盛夏であり、ちょうどそのとき「スーパーユニバーサル」機は航空燃料タンク（ガソリンタンク）からの引火による大爆発を起こし、救出に駆け付けた職工のうち12人が即死し、墜落現場付近の工場（2工場全焼、その他9工場被害）や「四曼」含む民家3棟も類焼した。40分後に鎮火したが、45名が死亡し106名が重軽傷を負う大惨事となった。

最終的に1938年9月8日21時00分までの補償認定の締切期限日時までに82名（搭乗員5名を含む）が死亡した。最終的な死亡犠牲者は85名とされている。

### 合同葬
1938年8月29日、多数の死者を弔うための合同葬が大森第四小学校（現：大田区立大森第四小学校）校庭で執り行われた。葬儀委員長は地元の大森区長が務めている。天皇・皇后より救恤金が出されたほか、陸軍大臣、海軍大臣、逓信大臣など関係者から贈られた花輪が三百以上集まった。

### 事故の原因
当時はフライトレコーダーやボイスレコーダーはもちろん、航空事故調査委員会も存在しない時代であり、また戦時体制下ということもあり、詳細な事故原因の究明、さらには巻き添えによる地上の死者や負傷者に対する十分な補償がなされたとは言い難いが、当時（戦前）の「航空朝日」などの航空雑誌には考察者の出典の記載が無いものの、以下のような事故原因の考察が掲載された。
1. 当日早朝、上空には所により濃淡ある霧が発生し相当に視程が不良であった。
2. 接触された側である中島飛行機（ライセンス生産）・フォッカー「スーパーユニバーサル」機が着陸復行（訓練の一環であるタッチアンドゴーなのか、濃霧に因る視界不良につき着陸に失敗し、復航したのかは不明）のため上昇旋回にするに当たり、操縦席配置（操縦装置は左席のみ）上、右方に対する視野が狭く、三菱航空機 （同上）・アンリオ HD-14 EP-2型（Hanriot HD.14 （英語版））機もまた、複葉機の特性と機体設計の癖が複合的に起因して後方警戒が困難な構造だった。
3. 両機とも教官が同乗しているとはいえ未熟者による練習飛行のため、飛行操作に気を取られ、他機に対する見張りが十分でなかった。

## 備考
- メガゾーン23
  - アニメ「メガゾーン23シリーズ」（"PART I" のみ）の映画監督及びシリーズ構成を手掛けた石黒昇は、自著であるPART Iの小説版（ 講談社X文庫、1985年 ISBN 4-06-190027-7 ）の「あとがき」の中で、宇宙船の管理コンピューターにより、 "最も平和で幸福だった" と判断され、情報統制により船内に再現された虚構の「1980年代の東京都23区街」のSF設定に関して、本事故の 旧・大日本帝国 や 企業の補償に関する対応と戦時体制下における事故被害の隠蔽（いんぺい）の事実を参考にしたと明記している。

## 参考資料
- 日本民間航空史、佐藤一一著、国書刊行会、2003年刊
- 角川日本地名大辞典 13 東京都（角川書店）
- 「昭和十三年八月二十四日 東京市大森区ニ生ジタル　航空事故始末報告　航空機事件被害者善後処置委員会」〜死者８５人の航空事故、解決まで２０日間〜 : 戦時体制下の被害補償の実態と事故原因の二次資料（ 朝日新聞 ）からの転載。
- "Wild Eagles": Accidents（ "荒鷲たち" ：事故記録 ） : 英文だが、落下家屋及び工場の正式な名称や複数の事故現場写真を掲載した唯一のウェブサイト。